# Enrique García-Vázquez
Enrique García-Vázquez (Valladolid, 3 de diciembre de 1996) es un director, guionista y productor español. En el año 2022 asume el rol de director del festival de cine descentralizado Lazos de manera conjunta con la cineasta Sofía Corral.

## Biografía
Enrique García-Vázquez vivió durante su infancia y juventud en Laguna de Duero. Es graduado en Comunicación Audiovisual por la Universidad Europea Miguel de Cervantes. Comienza su carrera audiovisual en 2018, año en el que trabajó en puestos menores como auxiliar de producción en series como la japonesa Magi: La Embajada de los Jóvenes Tensho de Prime Video. En ese mismo año trabajó como director de casting para la serie americana Lost Legacy Reclaimed. Por uno de estos trabajos iniciales recibió su primera candidatura a los Premios Goya en 2021, como mejor sonido por la película Meseta.
Fundó la productora Moraleja Films durante el año 2020 junto a la sonidista Sofía Corral, la directora de fotografía Karu Borge y Lucía Lobato, con las que realiza su primer documental en formato largometraje: Buscando la película (verano 2020). Ha participado en diferentes festivales y ganado algunos certámenes como con su cortometraje Juan Carlos, que se hizo con el premio de financiación de Seminci y fue presentado en el marco de la 67 edición. Su largometraje Buscando la película ganó el premio internacional en el Festival de cine de Nador, el premio a mejor documental en el Festival de Cine de España de Toulouse o el Cencerro de la tierra otorgado por el Museo Etnográfico de Castilla y León. También ha estado nominado con sus obras en festivales de calado internacional como el Premio Rizoma, el Festival de cine Global de Santo Domingo, Las Palmas, Semana de Cine de Medina del Campo, o Notodofilmfest. Su film Buscando la película (verano 2020) se estrenó simultáneamente en cines de España y República Dominicana durante el año 2022 y optó con 6 candidaturas a los Premios Goya en su edición de 2023, incluyendo a mejor director novel.
En el año 2022 filmó Gallo rojo, su segunda película y primera de ficción. El film fue producido por Enrique García-Vázquez junto con el cineasta Arturo Dueñas. Durante 2022 también participa en la creación de Lazos: festival de cine descentralizado, centrado en divulgar el cine realizado desde las provincias.
En el año 2023 estrena "Gallo Rojo" durante la 68 edición de la Seminci, participando paralelamente en las secciones Seminci Joven, Seminci Senior y Castilla y León en largo.
En el año 2024, su película "Gallo Rojo" gana dos premios a "mejor película" en el Calella Film Festival y en el Festival Internacional de Cine de Hellín, y una mención especial del jurado en el Humans Fest de Valencia. Ese mismo año, "Gallo Rojo" se estrena en cines españoles. En el Aguilar Film Fest de 2024 estrena su cortometraje "Twerk".

## Filmografía
- Los comedores de loto (2021) - Cortometraje
- Buscando la película (verano 2020) (2022) - Largometraje
- Juan Carlos (2022) - Cortometraje
- Gallo Rojo (2023) - Largometraje [25]
- Twerk (2024) - Cortometraje